# 毘尼多流支
毘尼多流支（?—594年），意譯為滅喜，生於北印度烏場國（今巴基斯坦斯瓦特县），印度佛教比丘，開創毘尼多流支禪派（又稱滅喜禪派），為禪宗傳入越南的開始。在越南佛教史上有重要地位。

## 生平
574年（北周武帝建德三年），至中國長安。適逢北周武帝滅佛，因此離開長安，至鄴縣，參禮禪宗三祖僧璨，獲得印可。580年（越南前李朝後李南帝四年），至萬春國（北屬時期稱交州，今越南北部），駐錫法雲寺弘法。
據《歷代三寶紀》的說法，在582年（隋開皇2年）時，毘尼多流支曾在長安大興善寺，譯出《象頭精舍經》與《大乘方廣總持經》。另一個說法，在離開僧璨之後，毘尼多流支到達廣州，居制旨寺，在此居住六年，並譯出這兩本經典。